# Eremomidas bek
Eremomidas bek is een vliegensoort uit de familie Mydidae. De wetenschappelijke naam van de soort is voor het eerst geldig gepubliceerd in 1922 door Semenov.
De soort komt voor in Kazachtsan, Tadzjikistan, Turkmenistan en Oezbekistan.